# Afrikaspiele 2023/Volleyball
Bei den Afrikaspielen 2023 in der ghanaischen Hauptstadt Accra fanden vom 12. bis 23. März 2024 im Volleyball insgesamt zwei Wettbewerbe statt, davon je einer bei den Männern und bei den Frauen. Austragungsort war der Borteyman-Sportkomplex.

## Bilanz

### Medaillenspiegel
| Platz  | Land     | Gold | Silber | Bronze | Gesamt |
| ------ | -------- | ---- | ------ | ------ | ------ |
| 1      | Ägypten  | 2    | —      | —      | 2      |
| 2      | Kenia    | —    | 1      | 1      | 2      |
| 3      | Tunesien | —    | 1      | —      | 1      |
| 4      | Ghana    | —    | —      | 1      | 1      |
| Gesamt | Gesamt   | 2    | 2      | 2      | 6      |

### Medaillengewinner
| Disziplin | Gold    | Silber | Bronze |
| --------- | ------- | --- | --- |
| Männer    | Ägypten | Kenia Wilson Cheruiyot Naftali Chumba Dennis Esokon Brian Kamonde Joshua Kimaru Hudson Kipchumba Kelvin Kipkkosgei Nicholas Matui Brian Melly Elvis Ogutu Dennis Omollo Kelvin Omuse               | Ghana Ibrahim Abdul-Hameed Paul Akan Imoro Iddi Alhassan Yakubu Aminu Bernard Attom Augustine Akyirem Gyamen Benjamin Azumah Daniel Benefu Emmanuel Johnson Hakeem Mukaila Nicholas Tetteh Vitus Tulo                                                         |
| Frauen    | Ägypten | Tunesien Chourouk Galai Dhouha Engazou Ella Essid Jihen Mohamed Ep Samti Maroua Boughanmi Marwa Barhoumi Mayssem Jeridi Nesrine Abda Raghda Ben Smida Sahar Sahar Sinda Ben Hamida Sirine Bouraoui | Kenia Kundu Agripina Khayesi Belinda Nanjala Barasa Edith Mukuvilari Emmaculate Nekesa Misoki Nolima Jamimah Siangu Juliana Namutira Mutinda Kamene Loise Simiyu Mercy Moim Ester Kamene Mutinda Veronica Adhiambo Oluoch Pamella Adhiambi Owino Trizah Atuka |